# Ernes
Ernes település Franciaországban, Calvados megyében. Lakosainak száma 323 fő (2022. január 1.). Ernes Condé-sur-Ifs, Maizières, Sassy és Vendeuvre községekkel határos.

## Népesség
A település népességének változása:
| Lakosok száma | 395  | 311  | 266  | 295  | 325  | 334  | 322  | 320  | 319  | 323  |
|               | 1968 | 1982 | 1990 | 2006 | 2013 | 2015 | 2017 | 2019 | 2020 | 2022 |